# Nausinoe
Nausinoe é um gênero de mariposa pertencente à família Crambidae.